# Steinbach-Hallenberg
Steinbach-Hallenberg é uma cidade da Alemanha localizada no distrito de Schmalkalden-Meiningen, estado da Turíngia. Em janeiro de 2019, foram incorporados os antigo municípios de Altersbach, Bermbach, Oberschönau, Unterschönau, Rotterode e Viernau.